# Szír irodalom

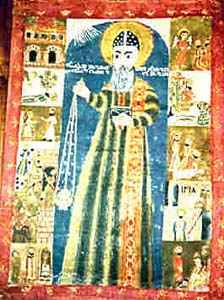
Szír Szent Efrém ikonábrázolása

Szír irodalom alatt a keresztény szírek szír nyelvén írt ókori és középkori irodalmi alkotások körét értik. A szír irodalom virágkora 4. és a 7. század közé esik, és a középkor végére tulajdonképpen meg is szűnt. A szír irodalom nagyszámú teológiai, Bibliafordítói, nyelvészeti, történelmi, filozófiai, orvosi és természettudományi munkát tartalmaz.

## Története

### Korai szír irodalom

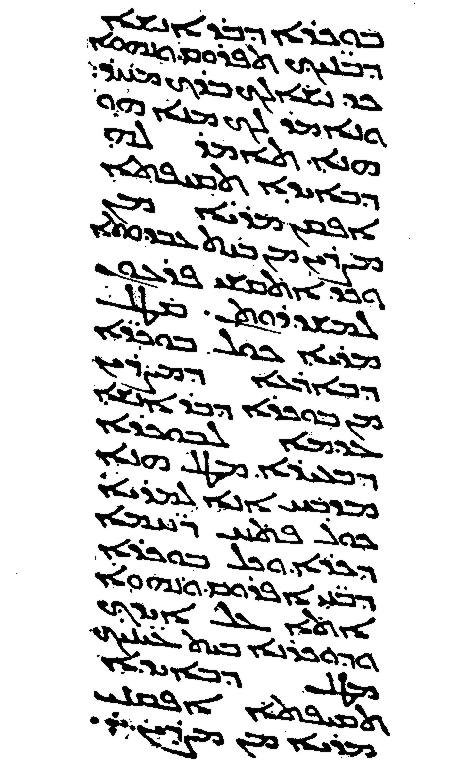
Részlet a szír fordítású (úgynevezett pesitta) Bibliából (5. század)

A szír nyelv fokozatosan fejlődött ki az arámi nyelvből, és a kereszténység felvétele előtti korszakából semmiféle nyoma nem maradt ránk. A szír irodalom egyik első művelője Tatianosz (†172) volt, akinek evangéliumharmóniáját az 5. századig használták. Korai jelentős szír író az egyháztörténelemből ismeretes Szír Szent Efrém (306–373) is. Ugyan prózai munkái elvesztek az évszázadok során, költeményei fennmaradtak az utókorra. Szír személy lehetett a görögül fennmaradt Tamás akta úgynevezett Gyöngy-himnuszának írója is.
Szent Afrahat (†354 u.), akit Perzsia bölcsének neveztek 23 teológiai értekezést alkotott. 350 után működött Kürillonasz, aki 6 éneket írt. Szent Efrém tanítványa, Balai aleppói püspök költeményei részben maradtak fenn, ma csak a később liturgikus himnuszokká váltakat ismerjük. A szír egyháztörténetírás legrégebbi emléke a 3. századi szír martirológium, azaz azoknak a szír vértanúknak a névsora, akik a perzsa keresztényüldözések áldozatai lettek. Emlékeiket 400 körül Marutha gyűjtötte össze, aki jól ismerte a perzsákat, mert II. Theodosius bizánci császár követeként járt a perzsa udvarban.
Szent Rabbulas (†436) edesszai püspök himnuszokat, homiliákat és szerzetesi szabályzatokat írt, illetve törekedett más művek szír nyelvre fordításánál a szó szerintiség bevezetésére. Ő készítette el Alexandriai Szent Cirill A hitről című írásának szír fordítását. Rabula püspök utóda Ibasz (†457) Jézus Krisztus kettős természetéről értekezett levélben, de fordítóként is jelentős: Arisztotelész és Mopszvesztiai Theodórosz több művét ültette át szír nyelvre. Sajnálatos módon fordításai himnuszaival együtt elvesztek.
A 431-es epheszoszi zsinat után a szír keresztény egyház kettészakadt: a monofiziták ága továbbra is a Bizánci Birodalom területén maradt – a nesztoriánus felekezetet követők a Szászánida Birodalomba települtek át, és két csoport önálló szellemi életet kezdett. Mindkét csoportot támadta írásában Antiochiai Izsák, aki siratóéneket írt a 459-es antiochiai földrengésről.

### Nesztoriánus irodalom
Jelentős szír nesztoriánus író Narszai (399–502). Narszai 437-től 457-es elűzéséig az edesszai iskola vezetője volt, és az Ószövetséghez írt kommentárokat, illetve himnuszokat költött. Előbbiek elvesztek, utóbbiak fennmaradtak. Ugyancsak nesztoriánus volt Babai Rabba (551–628) egyházi író, és Ninivei Szent Izsák (†700 k.) is. Izsákot tekintik a legnagyobb nesztoriánusok misztikusnak, és költeményei egyaránt népszerűek voltak mind a szír monofizita, mind a bizánci ortodox kereszténységben.

### Monofizita irodalom
A szír monofizita irodalom legnagyobb alakja Philoxenosz (†523), Mabbug metropolitája. Fennmaradt írásainak száma meghaladja a 80-at, több máig sincs kiadva. Lefordította az Újszövetséget szír nyelvre, 13 írásában pedig a gyakorlati keresztény élet kérdéseit fejtegeti. Szentháromságtani és krisztológiai kérdésekkel foglalkozik 5 értekezése.
Szír monofizita író volt Szerúghi Jakab (451–521) és Résainai Szergiosz (†536) is. Az ugyancsak monofizita Efezusi Joannész (515–586) egyháztörténetében áttekintést ad a Iulius Caesartól 585-ig terjedő időszakról. Mivel a szerzetesség és az egyházi hierarchia a szíreknél éppúgy összefonódott, mint a középkori ír kereszténységben, a szír egyház története azonos a remeteségek és kolostorok történetével.
A névtelen szerzőjű Edesszai Krónika az 513 és 540 közötti eseményekről számol be.

### Késői irodalom

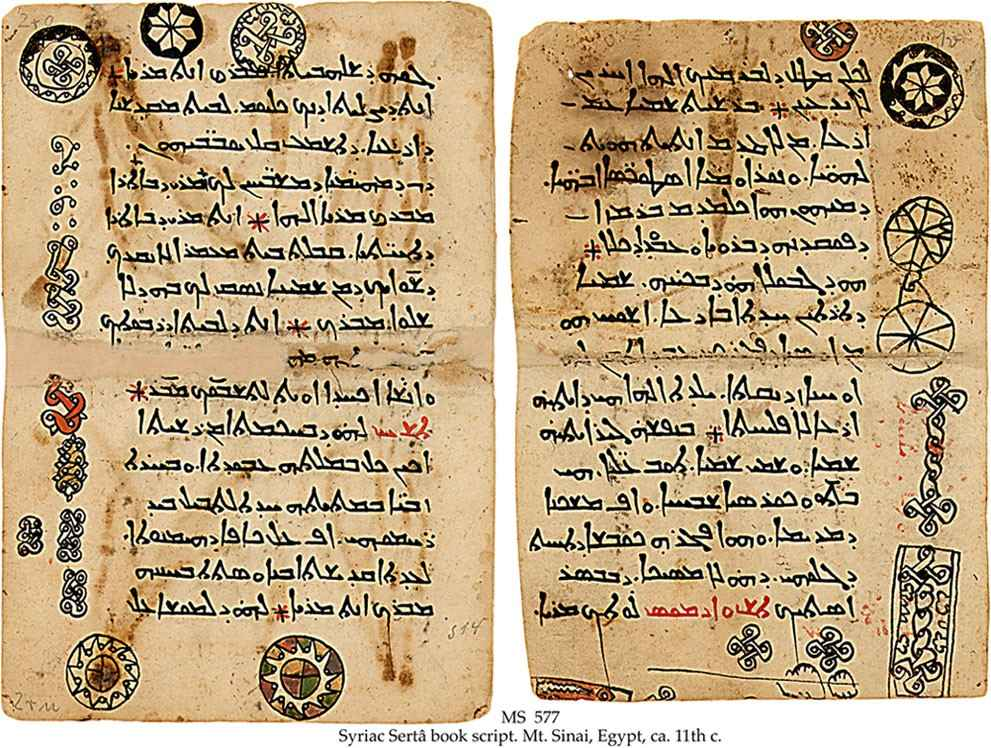
11. századi szír kézirat

A 8. század elején, az arab hódítás következtében az Omajjád Kalifátus uralma alá került mindkét szír csoport. A szír irodalmat továbbra is művelték, ennek a késői kornak nagy alakjai Bar Ali (9. század) és Hasszán bar Bahlul (10. század), akik szótárat szerkesztettek. Az utolsó nagy szír író a krónikás Bar Hebraeus (1226–1286) volt.
Bár a szír irodalom nagy hatással volt az arab irodalomra, mégis fokozatosan éppen az arab nyelv szorította ki. Az elarabosodás következtében a 13. századra megszűnt a szír nyelvű irodalom.

## Szír irodalom magyar nyelven
- A törzsek származásáról avagy a kincsesbarlang (ford. Ormos István), Helikon, Budapest, 1985, ISBN 963-207-820-9, 137 p
- Kmoskó Mihály: Szír írók a steppe népeiről, Balassi Kiadó, 2004, ISBN 963-506-581-7, 292 p
- Mózes bar Képha: Paradicsomkommentár, Magyar Könyvklub, 2001, ISBN 9635475608, 224 p